# Răt, Kărdjali
Răt (în bulgară Рът) este un sat în comuna Djebel, regiunea Kărdjali,  Bulgaria. 

## Demografie
Componența etnică a satului Răt
     Turci (76,19%)
     Bulgari (14,28%)
     Nicio identificare (9,52%)
     Altele (0%)
La recensământul din 2011, populația satului Răt era de 21 locuitori. Din punct de vedere etnic, majoritatea locuitorilor (76,19%) erau turci, cu o minoritate de bulgari (14,28%). Pentru 9,52% din locuitori nu este cunoscută apartenența etnică.